# Filosofie van de informatie
De filosofie van de informatie is een tak van de filosofie die onderwerpen bestudeert die relevant zijn voor informatieverwerking, representatiesysteem en bewustzijn, cognitiewetenschap, informatica, informatiekunde en informatietechnologie. Het bevat:
1. het kritisch onderzoek naar de conceptuele aard en basisprincipes van informatie, inclusief de dynamiek, het gebruik en de wetenschappen ervan
2. de uitwerking en toepassing van informatietheoretische en computationele methodologieën op filosofische problemen.

## Geschiedenis
De filosofie van de informatie is voortgekomen uit de filosofie van kunstmatige intelligentie, logica van informatie, cybernetica, sociale theorie, ethiek en de studie van taal en informatie.

### Logica van informatie
De logica van informatie, ook bekend als de logische theorie van informatie, beschouwt de informatie-inhoud van logische tekens en uitdrukkingen langs de lijnen die aanvankelijk door Charles Sanders Peirce zijn ontwikkeld.

### Studie van taal en informatie
Latere bijdragen aan het veld werden geleverd door Fred Dretske, Jon Barwise, Brian Cantwell Smith en anderen.
Het Center for the Study of Language and Information (CSLI) werd in 1983 aan de Stanford University opgericht door filosofen, computerwetenschappers, taalkundigen en psychologen, onder leiding van John Perry en Jon Barwise.

### Filosofie van de informatie
Dit vakgebied is bekend geworden als de filosofie van de informatie (philosophy of information). De uitdrukking werd in de jaren negentig bedacht door Luciano Floridi, die veel op dit gebied heeft gepubliceerd met de bedoeling een uniform en samenhangend, conceptueel kader voor het onderwerp uit te werken.

## Definities van "informatie"
Verschillende theoretici hebben geprobeerd informatie te definiëren.
De informatietheorie van Peirce was ingebed in zijn bredere theorie van symbolische communicatie die hij de semiotiek noemde, nu een belangrijk onderdeel van de semiotiek. Peirce stelt dat informatie de aspecten van tekens en uitdrukkingen integreert die afzonderlijk vallen onder de concepten denotatie en extensie aan de ene kant, en door connotatie en begrip aan de andere kant.
Donald M. MacKay zegt dat informatie een onderscheid is dat een verschil maakt.
Volgens Luciano Floridi worden vier soorten onderling compatibele verschijnselen gewoonlijk "informatie" genoemd:
- Informatie over iets (bijvoorbeeld een treindienstregeling)
- Informatie als iets (bijvoorbeeld DNA of vingerafdrukken)
- Informatie voor iets (bijvoorbeeld algoritmen of instructies)
- Informatie in iets (bijvoorbeeld een patroon of een beperking).

## Filosofische richtingen

### Informatica en filosofie
Volgens Luciano Floridi kan men verschillende manieren bedenken om computationele methoden toe te passen op filosofische zaken:
1. Conceptuele experimenten in silico: Als een innovatieve uitbreiding van een oude traditie van gedachte-experimenten is er in de filosofie een trend begonnen om computationele modelleringsschema 's toe te passen op vragen in de logica, epistemologie, wetenschapsfilosofie, filosofie van de biologie, filosofie van de geest, enzovoort.
2. Pancomputationalisme: Vanuit deze opvatting worden computationele en informatieve concepten als zo krachtig beschouwd dat, gegeven het juiste abstractieniveau, alles ter wereld kan worden gemodelleerd en weergegeven als een computationeel systeem. Elk computationeel proces kan worden gesimuleerd. Vervolgens hebben pancomputationalisten echter de zware taak om geloofwaardige antwoorden te geven op de volgende twee vragen:
  1. Hoe kun je voorkomen dat alle verschillen tussen systemen vervagen?
  2. wat zou het betekenen als het onderzochte systeem geen informatiesysteem is (of een computersysteem, als berekenen hetzelfde is als informatieverwerking)?